# Chloe (film)
Chloe is een Amerikaanse dramafilm en erotische thriller uit 2009. Atom Egoyan regisseerde en Julianne Moore, Amanda Seyfried en Liam Neeson vertolkten de hoofdrollen. De film is gebaseerd op de Franse film Nathalie... van Anne Fontaine uit 2003.
Chloe werd geheel in Frankrijk gefinancierd en opgenomen in het Canadese Toronto. De film werd onthaald met gemengde kritieken. Op Rotten Tomatoes scoort hij ongeveer 50%. Bij de critici zijn de meningen verdeeld. In de krant Chicago Sun-Times kreeg hij 3,5 op 4 terwijl de New York Daily News maar 1 op 5 gaf.

## Verhaal
Als professor David Stewart een vlucht mist en daardoor zijn verjaardagsfeestje mist begint zijn vrouw Catherine hem te verdenken van overspel. Ze huurt de diensten van de courtisane Chloe in, die hem moet proberen te verleiden zodat ze het zeker weet. Chloe rapporteert uitvoerig over de avances die David maakte en Catherine vraagt haar te proberen verder te gaan. Catherine krijgt vervolgens in detail te horen hoe Chloe en David afspraken maakten en de liefde bedreven. Opgewonden en in de war belandt Catherine echter met Chloe tussen de lakens. Chloe wil hierop verder afspreken met Catherine, maar die wil daar niet op ingaan.
Op een avond spreekt Catherine met David af om hem te confronteren. Hij beweert echter altijd trouw te zijn geweest. Als Chloe binnenkomt en hij haar niet herkent beseft Catherine dat hij de waarheid spreekt. Chloe verleidt intussen echter hun zoon Michael en belandt met hem in bed, waar ze door Catherine betrapt worden. Chloe zegt verliefd op haar te zijn en ze maken ruzie. Chloe bedreigt haar en vraagt een laatste kus, waar Catherine op ingaat. Michael ziet hen echter waardoor ze schrikt en Chloe wegduwt tegen een venster dat breekt. Chloe kan zich vastgrijpen maar laat toch los en valt haar dood tegemoet.
Een paar maanden later gaan David en Catherine samen naar Michaels afstudeerfeestje. Catherine draagt er de haarpin die ze van Chloe had gekregen.

## Rolbezetting
| Acteur          | Personage         | Opmerkingen                                                                |
| --------------- | ----------------- | -------------------------------------------------------------------------- |
| Julianne Moore  | Catherine Stewart | De protagoniste. Ze werkt als gynaecologe.                                 |
| Amanda Seyfried | Chloe Sweeney     | De luxeprostituee wier diensten door Catherine worden ingehuurd.           |
| Liam Neeson     | David Stewart     | Catherines man en professor muziek.                                        |
| Max Thieriot    | Michael Stewart   | David en Catherines opstandige tienerzoon. Hij is ook een begaafd pianist. |